# Pierre de Tripoli
 (janvier 2021).
La mise en forme du texte ne suit pas les recommandations de Wikipédia : il faut le « wikifier ».
Les points d'amélioration suivants sont les cas les plus fréquents :
- Les titres sont pré-formatés par le logiciel. Ils ne sont ni en capitales, ni en gras.
- Le texte ne doit pas être écrit en capitales (les noms de famille non plus), ni en gras, ni en italique, ni en « petit »…
- Le gras n'est utilisé que pour surligner le titre de l'article dans l'introduction, une seule fois.
- L'italique est rarement utilisé : mots en langue étrangère, titres d'œuvres, noms de bateaux, etc.
- Les citations ne sont pas en italique mais en corps de texte normal. Elles sont entourées par des guillemets français : « et ».
- Les listes à puces sont à éviter, des paragraphes rédigés étant largement préférés. Les tableaux sont à réserver à la présentation de données structurées (résultats, etc.).
- Les appels de note de bas de page (petits chiffres en exposant, introduits par l'outil «  Source ») sont à placer entre la fin de phrase et le point final[comme ça].
- Les liens internes (vers d'autres articles de Wikipédia) sont à choisir avec parcimonie. Créez des liens vers des articles approfondissant le sujet. Les termes génériques sans rapport avec le sujet sont à éviter, ainsi que les répétitions de liens vers un même terme.
- Les liens externes sont à placer uniquement dans une section « Liens externes », à la fin de l'article. Ces liens sont à choisir avec parcimonie suivant les règles définies. Si un lien sert de source à l'article, son insertion dans le texte est à faire par les notes de bas de page.
- La présentation des références doit suivre les conventions bibliographiques. Il est recommandé d'utiliser les modèles {{Ouvrage}}, {{Chapitre}}, {{Article}}, {{Lien web}} et/ou {{Bibliographie}}. Le mode d'édition visuel peut mettre en forme automatiquement les références.
- Insérer une infobox (cadre d'informations à droite) n'est pas obligatoire pour parachever la mise en page.

Pour une aide détaillée, merci de consulter Aide:Wikification.
Si vous pensez que ces points ont été résolus, vous pouvez retirer ce bandeau et améliorer la mise en forme d'un autre article.
 (janvier 2021).
Pierre de Tripoli (Petrus Tripolitanus, Ve ou VIe siècle de notre ère) est un auteur et abbé de la province de Tripolitaine, d'après Cassiodore qui est notre seule source d'informations sur ce personnage. Il est surtout connu parce qu'on lui a longtemps attribué, à tort, un ouvrage de Florus de Lyon devenu un usuel d'exégèse du XIe au XVIIe siècle.

## La notice de Cassiodore
Dans ses Institutiones divinarum litterarum, Cassiodore propose aux moines de Vivarium une bibliographie raisonnée des études religieuses en suivant l'ordre des livres bibliques. Parvenu aux épîtres attribuées à saint Paul et à leurs commentateurs, il écrit :
Petrus abbas Tripolitanae provinciae sancti Pauli epistulas exemplis opusculorum beati Augustini subnotasse narratur, ut per os alienum sui cordis declararet arcanum; quae ita locis singulis competenter aptavit, ut hoc magis studio beati Augustini credas esse perfectum. mirum est enim sic alterum ex altero dilucidasse, ut nulla verborum suorum adiectione permixta desiderium cordis proprii complesse videatur. qui vobis inter alios codices divina gratia suffragante de Africana parte mittendus est. 
On rapporte que Pierre, abbé de la province de Tripolitaine, a annoté les épîtres de saint Paul au moyen d'extraits des œuvres du bienheureux Augustin, de manière à exprimer par la bouche d'un autre le secret de son cœur. Et il les a adaptés à chaque passage de manière si juste qu'on croirait plutôt que cela a été réalisé par les soins du bienheureux Augustin. Il est admirable, en effet, d'avoir ainsi éclairé l'un par l'autre, de manière à paraître accomplir le désir de son propre cœur sans y mêler aucun ajout de ses propres mots ! Et il doit, entre autres livres, la grâce de Dieu aidant, vous être envoyé d'Afrique. 
On ne dispose d'aucune autre information sur Pierre de Tripoli ou son œuvre, que Cassiodore décrit seulement par ouï-dire. Son livre ne nous est pas parvenu, et il n'est même pas certain que la communauté de Vivarium l'ait effectivement reçu, comme Cassiodore l'espérait. Pierre de Tripoli est généralement situé au VIe siècle, mais Cassiodore ne dit pas s'il s'agit d'un contemporain : il pourrait donc avoir vécu au Ve siècle, dans les décennies suivant l'épiscopat d'Augustin, voire pendant ce dernier.

## Attribution de l'Expositiode Florus de Lyon
Un long commentaire (Expositio en latin) des épîtres de saint Paul composé exclusivement d'extraits de saint Augustin fut publié vers 850 par Florus de Lyon, mais sans nom d'auteur. Cet anonymat gêna les lettrés médiévaux qui s'intéressaient à cet ouvrage. Certains firent alors le rapprochement avec l'ouvrage décrit par Cassiodore, et reportèrent dans leurs exemplaires de l'Expositio le nom de Pierre de Tripoli, ou la notice de Cassiodore, voire le chapitre entier contenant cette notice. 

Par exemple, en tête d'un exemplaire que saint Odilon offrit à l'empereur Henri II, l'abbaye de Cluny copia le chapitre de Cassiodore avec, en regard de la notice sur Pierre de Tripoli, une note marginale affirmant :
Hic facundissimi Cassiodori narrat sententia, cuius subsequens liber ex operibus beati Augustini sit collectus industria.
Ce passage du très éloquent Cassiodore explique qui, par son labeur, a compilé le livre suivant à partir des œuvres de saint Augustin.
Ces manuscrits et l'autorité de Cassiodore accréditèrent ensuite cette attribution fautive dans la bibliographie moderne, par exemple auprès d'auteurs influents tels que Sixte de Sienne et le cardinal Baronius.

## Débats et rejet de l'attribution
Cependant l'hypothèse de Cassiodore fut discutée dès le Moyen Âge, car elle se heurtait à deux hypothèses concurrentes. Le nom du véritable auteur, « un certain Florus », avait été réintroduit dans certains manuscrits. Mais surtout, un autre rapprochement avait été fait avec la notice auto-bibliographique de Bède le Vénérable, qui s'attribue également une compilation d'extraits d'Augustin commentant saint Paul. Ainsi, Robert de Torigni déjà confronte les trois candidatures : selon lui, l'Expositio est de Pierre de Tripoli, parce qu'il connaît par ailleurs une autre compilation qu'il attribue à Bède, et parce que l'autorité de Cassiodore est supérieure à celle de Bède. Le nom de « Florus » est, pour lui, un nom commun synonyme de « florilège ». 
Le débat se poursuit à l'époque moderne avec les mêmes arguments, la candidature de Bède recevant à son tour des appuis significatifs tels que le cardinal Bellarmin, Pierre-François Chifflet ou Étienne Baluze. C'est aussi sous le nom de Bède que l'Expositio fut imprimée, d'abord en 1499 et à plusieurs reprises aux XVIe et XVIIe siècles.
Une avancée décisive se produisit enfin lorsque Jean Mabillon comprit que chacun des trois auteurs proposés avait produit son propre commentaire augustinien sur saint Paul. Mabillon (à la suite de Robert de Torigni) avait découvert deux manuscrits de la véritable compilation de Bède, inédite : donc l'Expositio imprimée sous son nom n'était pas la sienne. Il avait également trouvé des sources prouvant, par recoupements, que l'imprimée était de Florus. Quant à l'ouvrage de Pierre de Tripoli, dont Cassiodore atteste l'existence mais qu'il décrit sans l'avoir jamais vu, on ne pouvait rien en dire.
Le raisonnement de Mabillon fut plus tard confirmé par l'identification des vestiges de la documentation personnelle de Florus de Lyon : une partie du manuscrit original de l'Expositio, et plusieurs manuscrits des œuvres de saint Augustin dans lesquels Florus a préparé lui-même les extraits qu'il destinait à son ouvrage. 
Même si elle a laissé de nombreuses traces dans la bibliographie, l'attribution de l'Expositio à Pierre de Tripoli est donc désormais définitivement rejetée. L'ouvrage que Cassiodore lui attribue n'a toujours pas été retrouvé à ce jour.